# Klotylda (imię)
Klotylda – imię żeńskie pochodzenia germańskiego. Wywodzi się od słowa oznaczającego „słynąca w walce”.
W czasach staropolskich brak wystąpień. W Polsce w XXI wieku imię rzadkie. W styczniu 2024 r. w rejestrze PESEL, wśród publicznie dostępnych danych dotyczących osób żyjących, wykazano 67 kobiet o imieniu Klotylda nadanym jako imię pierwsze oraz 95 kobiet noszących imię Klotylda jako imię drugie.
Klotylda imieniny obchodzi: 3 czerwca jako wspomnienie św. Klotyldy, królowej Franków oraz 23 października, jako wspomnienie bł. Marii Klotyldy Anieli od św. Franciszka Borgiasza (Klotyldy Józefy) Paillot.

## Imię Klotylda w innych językach[9]
- łacina – Clotildis
- angielski – Clotilde, Clotilda, Clothilda
- czeski – Klotylda
- francuski – Clotilde
- hiszpański – Clotilde
- niemieckl – Klothilde, Klotilde, Clotilde, Chlothilde, Chlodehilde
- rosyjski – Klotil'da
- słowacki – Klotilda
- słoweński – Klotilda
- włoski – Clotilde, Tilde.

## Kobiety o imieniu Klotylda
- Klementyna Orleańska, właśc. Maria Klementyna Leopoldyna Karolina Klotylda Burbon-Orleańska – księżniczka francuska, księżna Saksonii,
- Klotylda Maria Sachsen-Coburg-Saalfeld – arcyksiężna Austrii.